# Muziekinstrumentenmuseum (Milaan)
Het Muziekinstrumentenmuseum (Italiaans: Museo degli strumenti musicali) is een museum in een deel van het kasteel Sforzesco in de Italiaanse stad Milaan. De muziekinstrumenten dateren uit de 15e tot de 20e eeuw.

## Geschiedenis
Het museum ontstond in 1958 dankzij de aankoop door het toenmalige gemeentebestuur van de collectie muziekinstrumenten van Natale Gallini. Eerst werden de instrumenten geplaatst in het Palazzo Morando, waar toen het Museum van Milaan gevestigd was. Deze locatie bleek te klein voor de grote collectie van Gallini, die in 1963 nog weer verder uitgebreid was, en daarom werden de instrumenten verhuisd naar de eerste verdieping van het Milanese kasteel om daar een definitief onderkomen te krijgen.
Het museum bevat meer dan 700 instrumenten uit Europa van diverse aard: strijkinstrumenten, snaar- en tokkelinstrumenten, blaasinstrumenten en toetsinstrumenten. Het stadsbestuur probeert met het museum oude Italiaanse muziekinstrumenten voor Italië te behouden zodat ze niet verdwijnen naar belangrijke buitenlandse musea (zoals het Muziekinstrumentenmuseum in Brussel of die van Leipzig). Dit gebeurde bijvoorbeeld met de Arrigoni-collectie. Deze werd vertoond op de muziektentoonstelling van Milaan in 1881, maar werd enkele jaren later in zijn geheel verkocht naar Parijs.
De collectie bevat verder nog een klein aantal instrumenten van buiten Europa (Afrika, China, Japan, Australië).
Het museum bevat ook de Monzino-collectie: een tachtigtal instrumenten uit het bezit van deze Milanese familie van vioolbouwers. De instrumenten komen uit de 18e – 20e eeuw en zijn in 2000 aan het museum geschonken door de stichting Antonio Monzino, en geven een beeld van de geschiedenis van de vioolbouw in Milaan.

## Balzaal

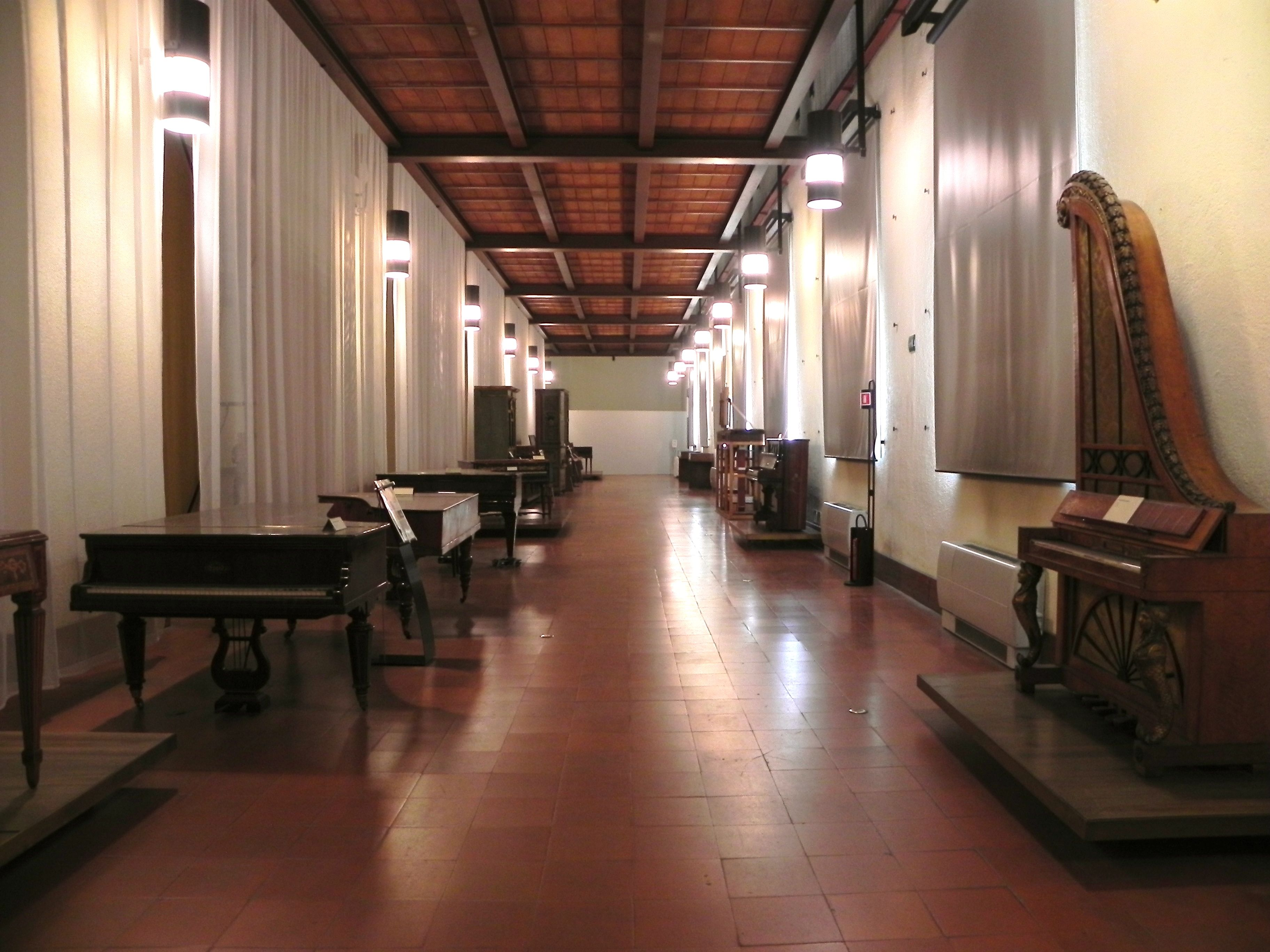
Balzaal, rechtervleugel, waar de toetsinstrumenten opgesteld staan

De Balzaal (Sala della Balla) bevindt zich op de eerste verdieping van de Rocchetta van het kasteel. De ruimte die nu Balzaal genoemd wordt, werd vroeger evenwel gebruikt voor de opslag van graan en meel. Dit verklaart ook de grote afmetingen ervan.
Een document uit het eind van de 15e eeuw beschrijft een zaal in het kasteel die gebruikt werd voor belangrijke gebeurtenissen: feesten, ontvangsten, bals en spelen. Luca Beltrami identificeerde aan het eind van de negentiende eeuw ten onrechte deze zaal met de in het document beschreven zaal. Recentere en meer accurate studies lokaliseren deze feestzaal in de buurt van de andere binnenplaats, waar nu het Museo dei mobili (meubelmuseum) gevestigd is.
De huidige opstelling is zoals die is ontworpen door architectenbureau BBPR in het begin van de jaren '70: in de rechtervleugel staan de toetsinstrumenten en een deel van de andere instrumenten. In de linkervleugel hangen sinds de jaren '80 de Arazzi dei mesi (Wandtapijten van de maanden), op karton geweven wandtapijten van Bramantino. Deze worden ook de Arazzi Trivulzio genoemd, naar de naam van de opdrachtgever.
Deze serie tapijten begint met de maand maart en besluit met februari. Erop is het boerenwerk te zien dat in die maand gedaan wordt. De tapijten volgen een vast schema: binnen een omkadering in het midden staat de allegorische figuur van de betreffende maand en aan de rand de wapens van de families Colleoni, Gonzaga en d'Avalos.

## Instrumenten

### Instrumenten van buiten Europa

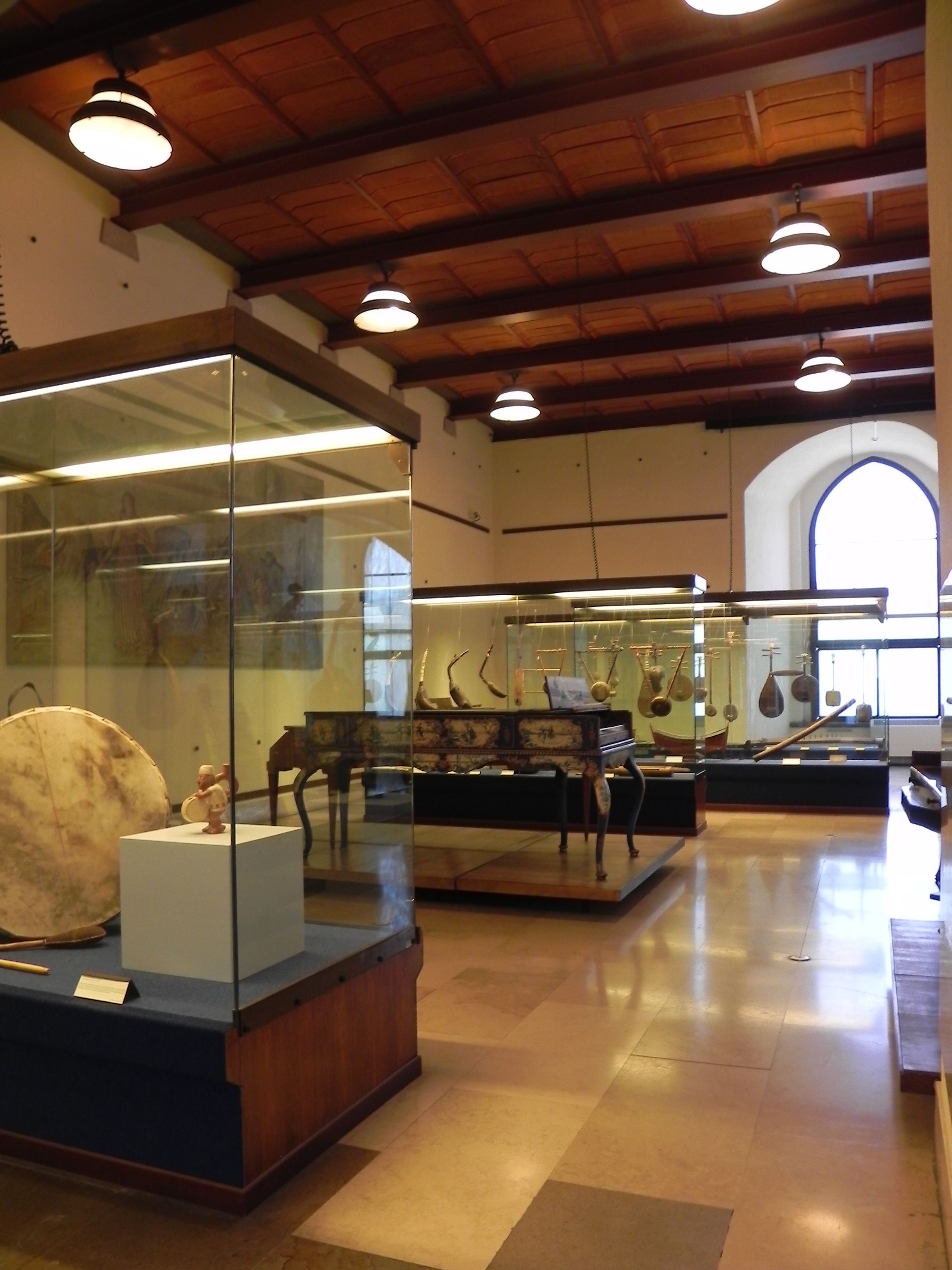
Expositie van instrumenten van buiten Europa

Het museum is ingericht op basis van de verschillende typen instrumenten. Zo zijn er Europese snaar-, tokkel- en blaasinstrumenten (16e – 20e eeuw). Daarnaast is er een afdeling instrumenten uit Afrika, China, Japan en Australië. Veel instrumenten zijn gemaakt van natuurlijke materialen, soms zelfs van dierlijk materiaal, zoals een slangenhuid, een olifantstand of een schild van een schildpad. Verder is er een didgeridoo die wordt gebruikt door Australische Aboriginals. Het is versierd met geometrische patronen, die met de nagel van een kangoeroe zijn gekerfd in hout dat licht geschroeid is.

### Mandolines

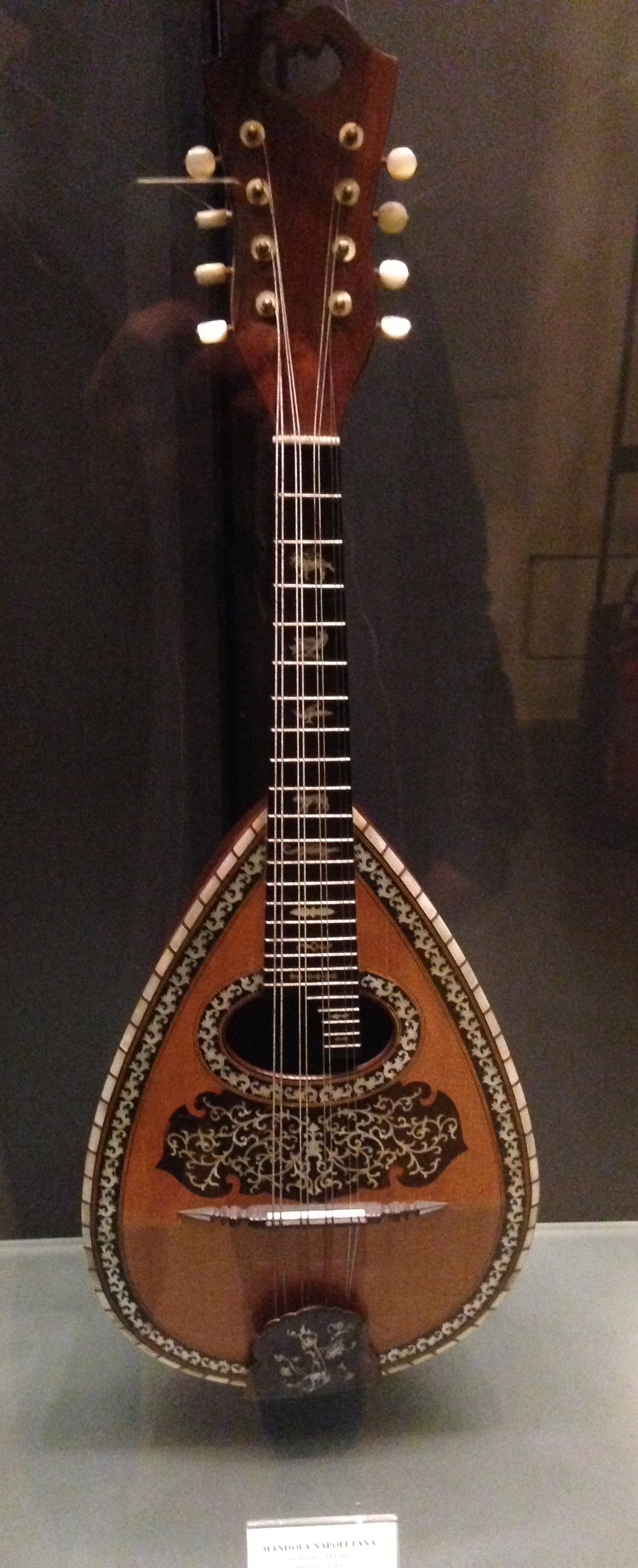
Mandoline uit 1906

In de vaste opstelling zijn 48 mandolines te zien, 16 daarvan zijn in Milaan gemaakt. Zij stammen hoofdzakelijk uit de 18e en 19e eeuw en hebben afgezien van enkele kleine veranderingen ongeschonden de eeuwen overleefd. De belangrijkste mandoline uit Milaan is het exemplaar van Giuseppe en Carlo Fixer uit 1759. Deze broers waren twee van de belangrijkste instrumentenbouwers van hun tijd. Zij brachten verschillende wijzigingen aan bij de klassieke mandoline: zij vergrootten het aanhechtingsvlak en versterkten de constructie door snaren van schapendarm te gebruiken.
Er is in het museum een mandoline uit Genua aanwezig en er zijn vier exemplaren uit Brescia. Eén daarvan is tweezijdig bespeelbaar.

### Violen

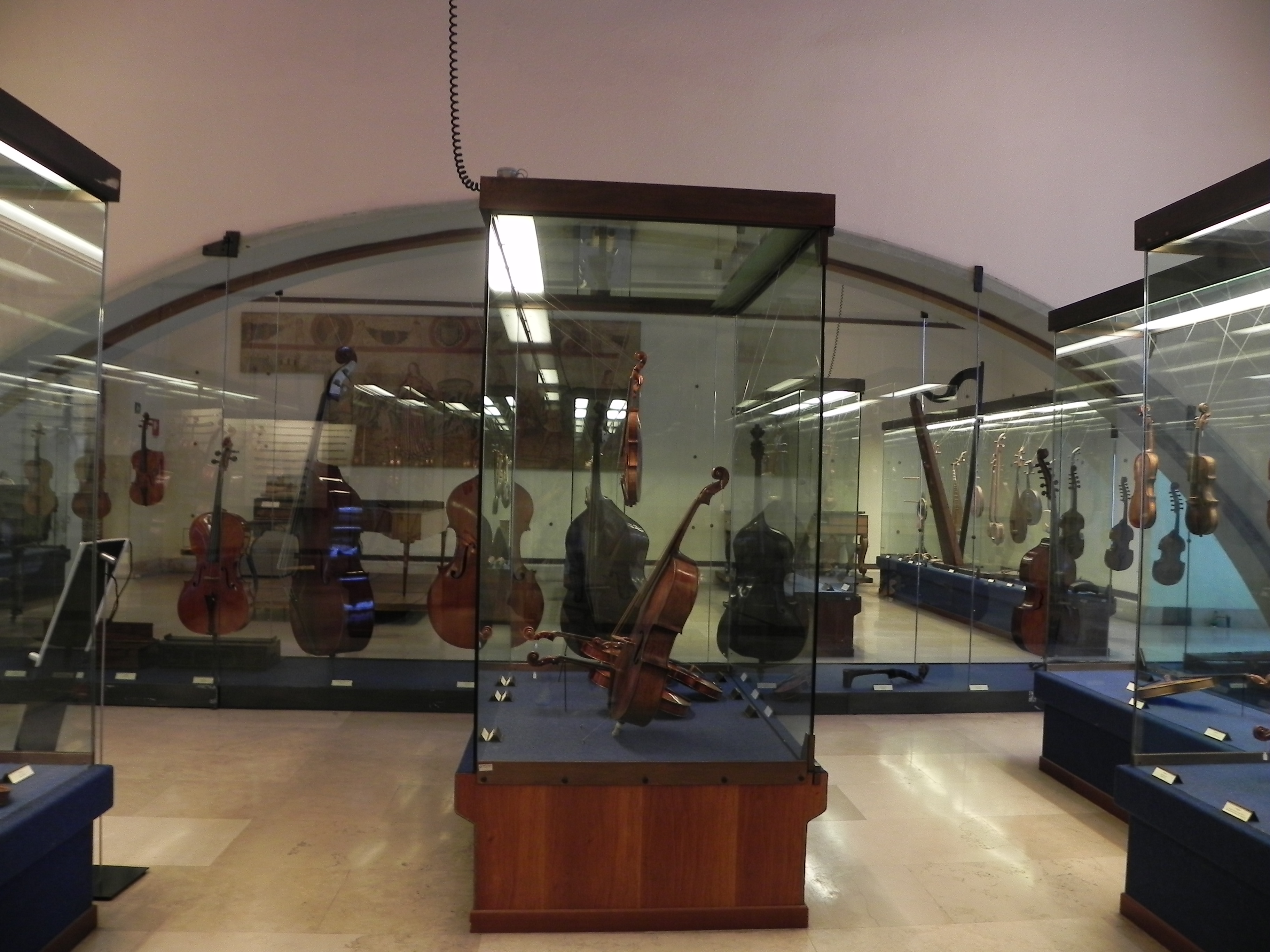
Violen en altviolen

De belangrijkste viool in de collectie is een viool uit Cremona van 1650, waarschijnlijk gebouwd door Andrea Guarneri. De viool heeft wel enkele aanpassingen ondergaan om aan de eisen van musici te kunnen voldoen, maar behalve om zijn historische en esthetische waarde, wordt het instrument ook zeer gewaardeerd om zijn buitengewone karakteristieke klank. Na de restauratie van het instrument in 1989 kreeg het museum de viool in bruikleen om hem te kunnen bespelen bij diverse gelegenheden.

### Altviolen
De altviool van Giovanni Grancino (1662) is een instrument van groot esthetisch belang. Vorm en details zijn atypisch voor de tijd waarin hij werd gemaakt. Dit instrument heeft bovendien ook niet de aanpassingen ondergaan, die vaak gedaan werden om te kunnen voldoen aan de eisen van de musici en de heersende smaak. Zo heeft deze viool zijn oorspronkelijke uiterlijk behouden. Deze altviool wordt tegenwoordig nog steeds gebruikt bij belangrijke concerten, wat overigens ook het geval is bij andere instrumenten uit deze afdeling van het museum.

### Gitaren

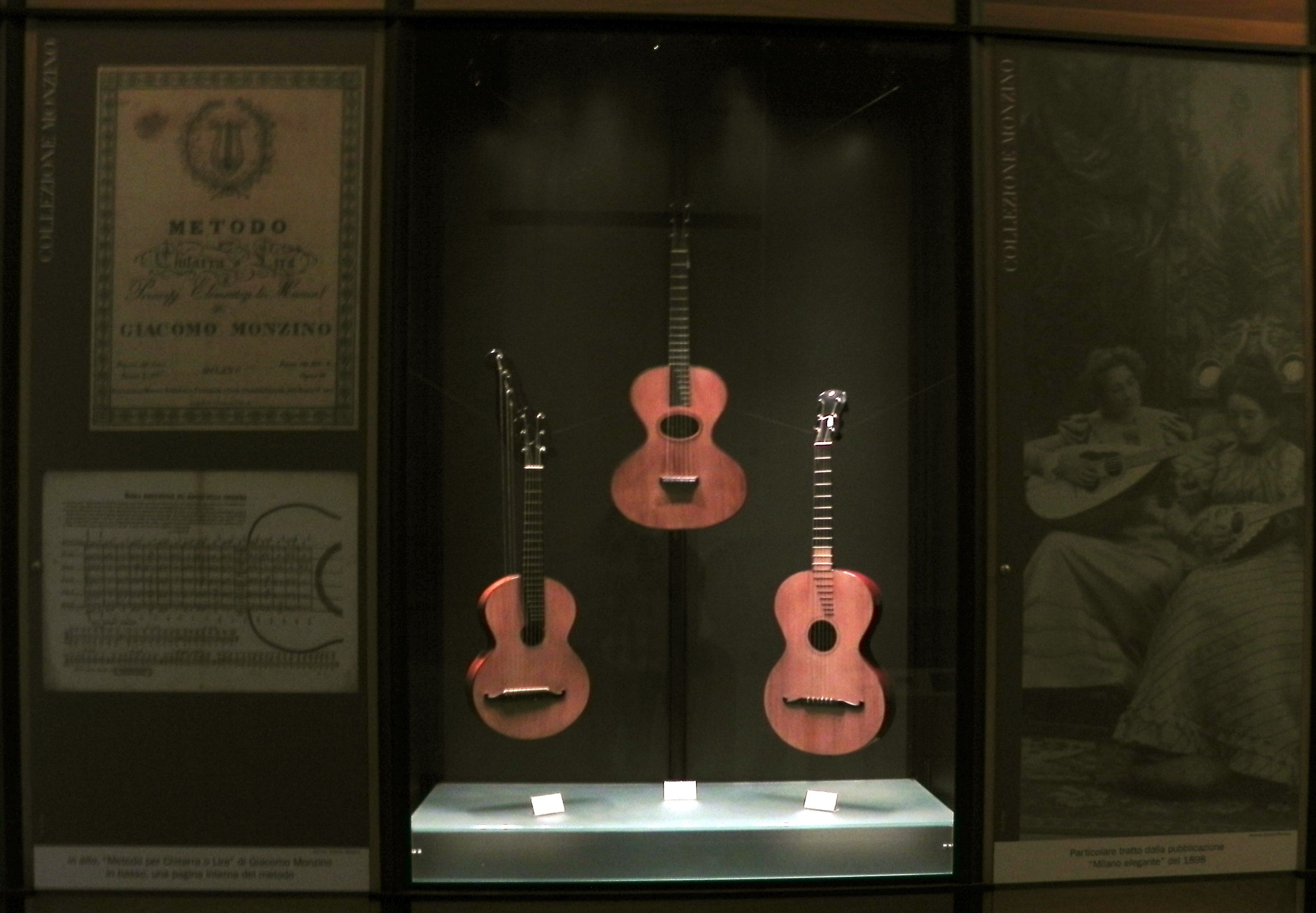
Gitaren uit de Monzino-collectie

Er staan twintig gitaren in het museum, twee daarvan stammen uit de periode van de barok en negen ervan zijn zessnarige gitaren.
Verder zijn er vijf exemplaren van het type chitarra battente. Een ervan is de Mango Longo uit de 17e eeuw die met precisie en geraffineerde details is gemaakt.
Veel details zijn niet origineel en – zoals bij veel oude muziekinstrumenten het geval is – veel gitaren werden omgebouwd van chitarra battente tot barokgitaar. Zo kwam men tegemoet aan de vereisten van de musici in die tijd en de heersende smaak.

### Blaasinstrumenten
Een van de belangrijkste instrumenten in deze afdeling is een ivoren hobo van Anciuti (1722), die nog altijd in perfecte staat verkeert. Hierdoor en ook vanwege zijn zeldzaamheid is het een instrument van wereldbelang. Verder is er een tenorfluit van Pierre Jaillard Bressan (1663-1731), die nog steeds een uitzonderlijk geluid heeft ondanks de beschadigingen die het instrument heeft gehad. Verder zijn er twee orkesthoorns uit Wenen (1712). Deze worden beschouwd als de oudste ter wereld in hun soort.

### Toetsinstrumenten
Er zijn verschillende klavecimbels, virginalen, spinetten, orgels en piano's te zien. Ook is er een dubbel virginaal van de Antwerpse bouwer Ruckers uit 17e eeuw van het type moeder-en-kind. Binnenin zit dan nog een kleiner instrument. Aan de binnenzijde van de klep bevindt zich een schildering.
Er is ook een Venetiaans klavecimbel uit de late 16e eeuw, waarvan de oorspronkelijke structuur niet wezenlijk is aangetast ondanks enkele kleine aanpassingen. Dit instrument geeft een goed beeld van de stand van de klavecimbelbouw in Italië tijdens de 16e eeuw. Ook is er een klavecimbel uit 1788 van Pascal-Joseph Taskin (1723-1793) uit de Parijse school. Deze hoort bij de laatste generatie klavecimbels. Daarna werden zij verdrongen door de opkomst van de piano.

## Geluidsstudio van de RAI

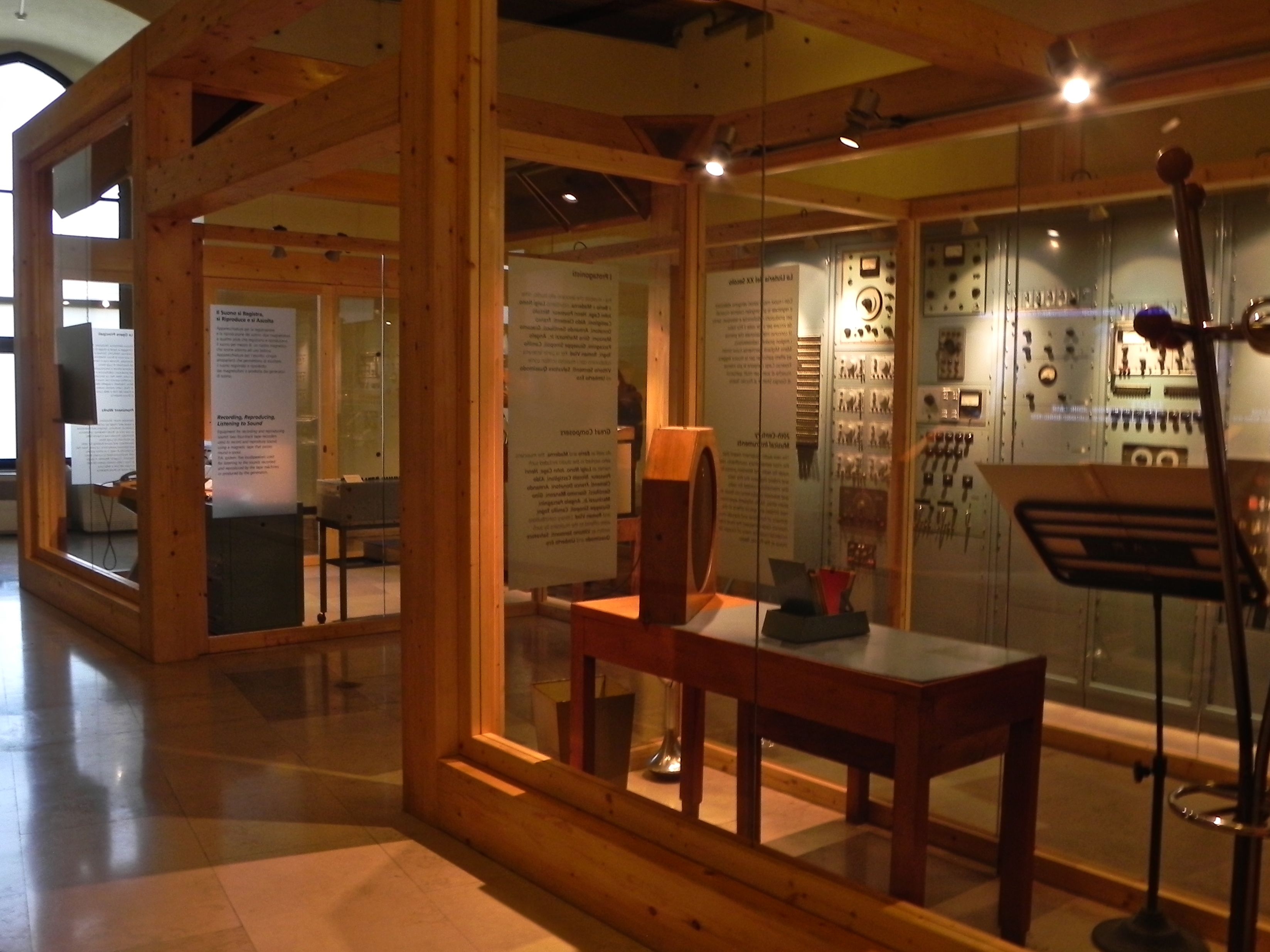
Geluidsstudio met origineel meubilair van Giò Ponti

Na de Tweede Wereldoorlog werden er pogingen gedaan om het culturele leven in Milaan nieuw leven in te blazen. Na veel mislukte initiatieven werd in 1955 de geluidsstudio van de RAI in Milaan in gebruik genomen. De studio werd ontworpen door Lietti en gebouwd door de musici Berio en Maderna. De kwaliteitssprong kwam met de bouw van negen oscillatoren en de stem van Cathy Berberian zorgde in zekere zin voor de tiende. De bedoeling was om voor het eerst elektronische muziek te maken en om praatprogramma's en muziekuitzendingen te maken voor de radio.
De huidige ruimte is gebouwd door architect Michele De Lucchi op basis van foto's en films van na 1968 en bevat naast de technische apparatuur ook het oorspronkelijke meubilair dat is ontworpen door Giò Ponti. In de ruimte staan geluidsapparatuur, mengpanelen, opneem- en productieapparatuur en hoofdtelefoons.

## Galerij

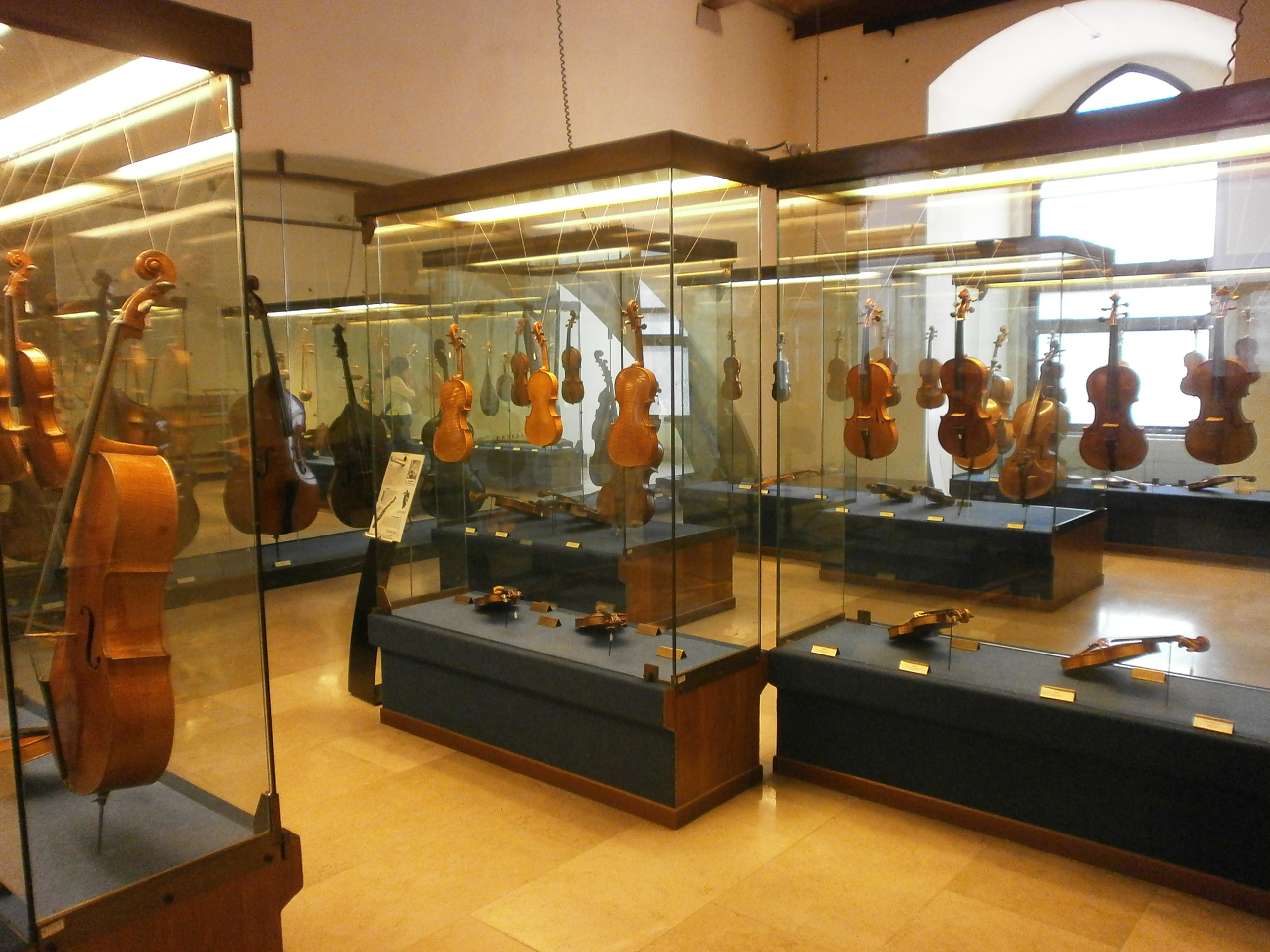
Een zaal van het museum
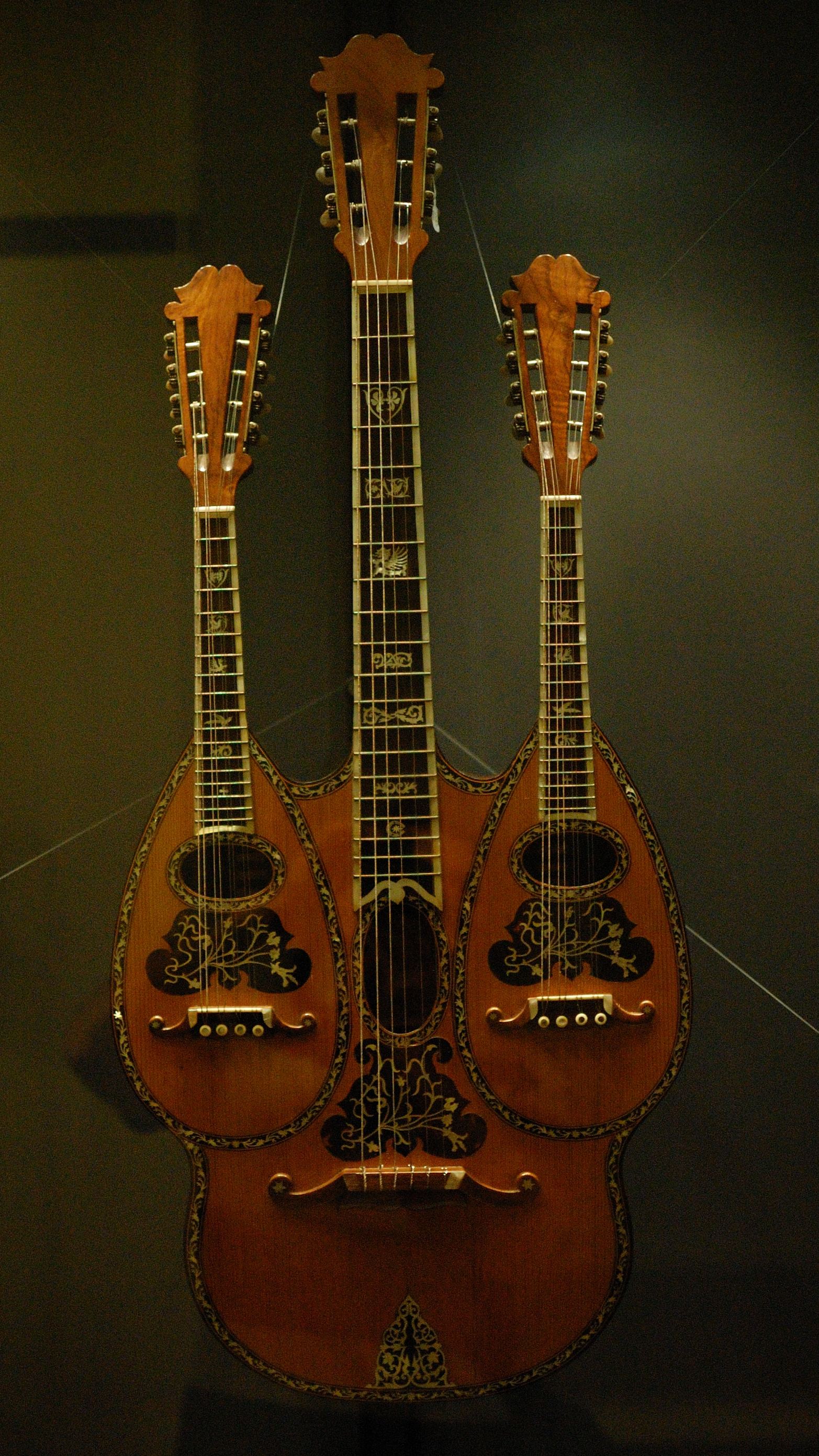
Gitaar met mandolines, 1906
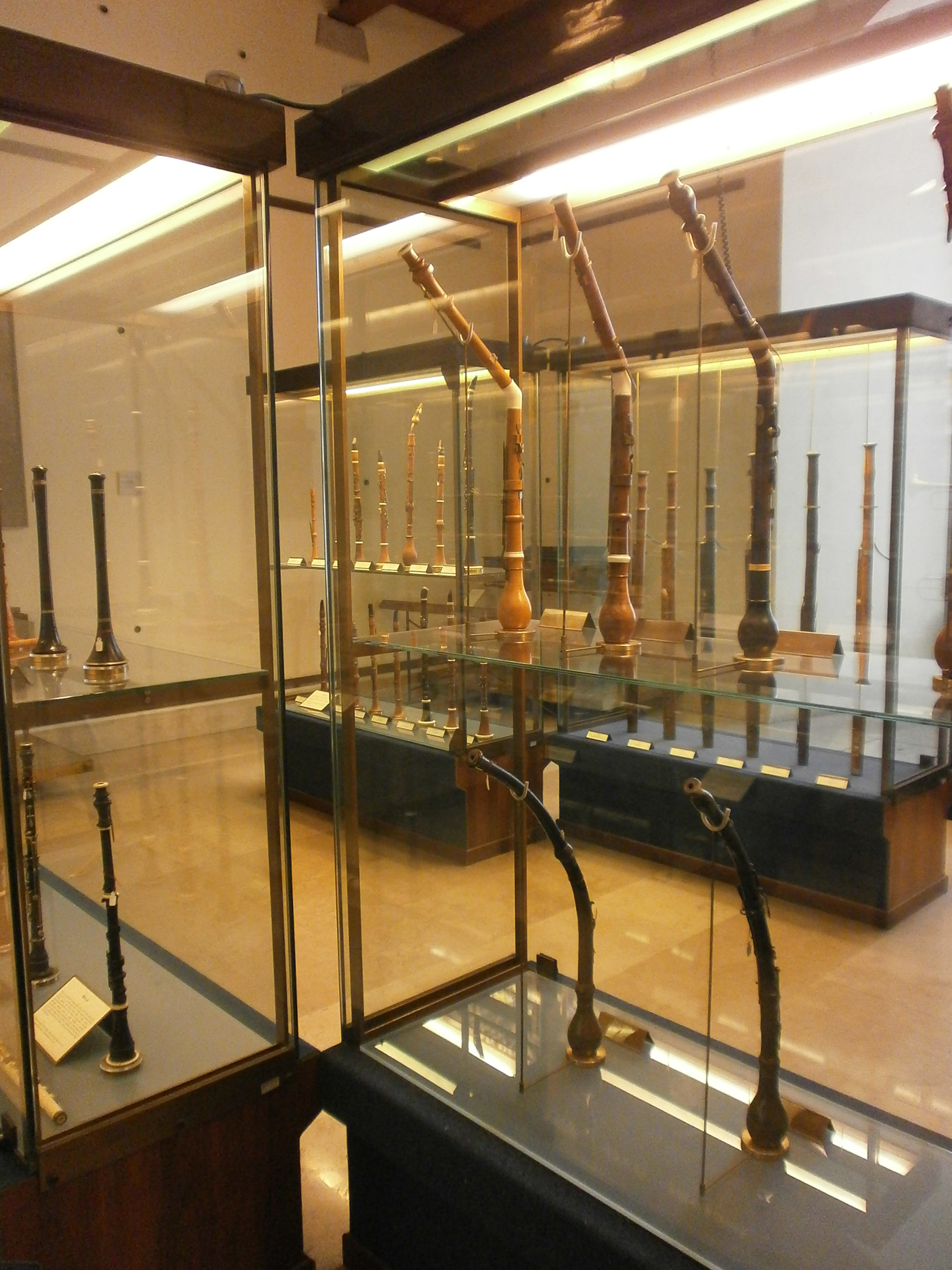
Blaasinstrumenten
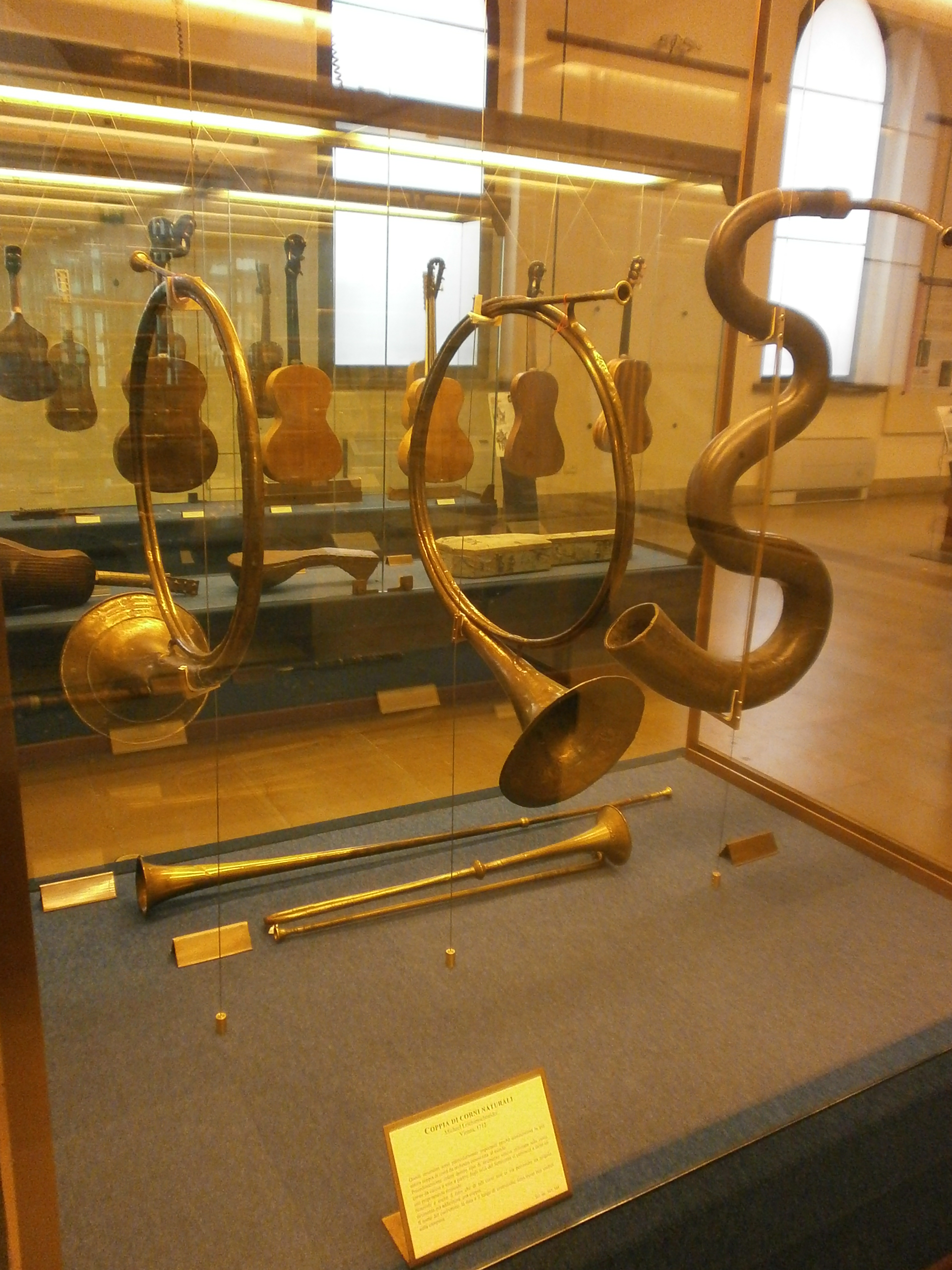
Natuurlijke hoorns, rond 1710
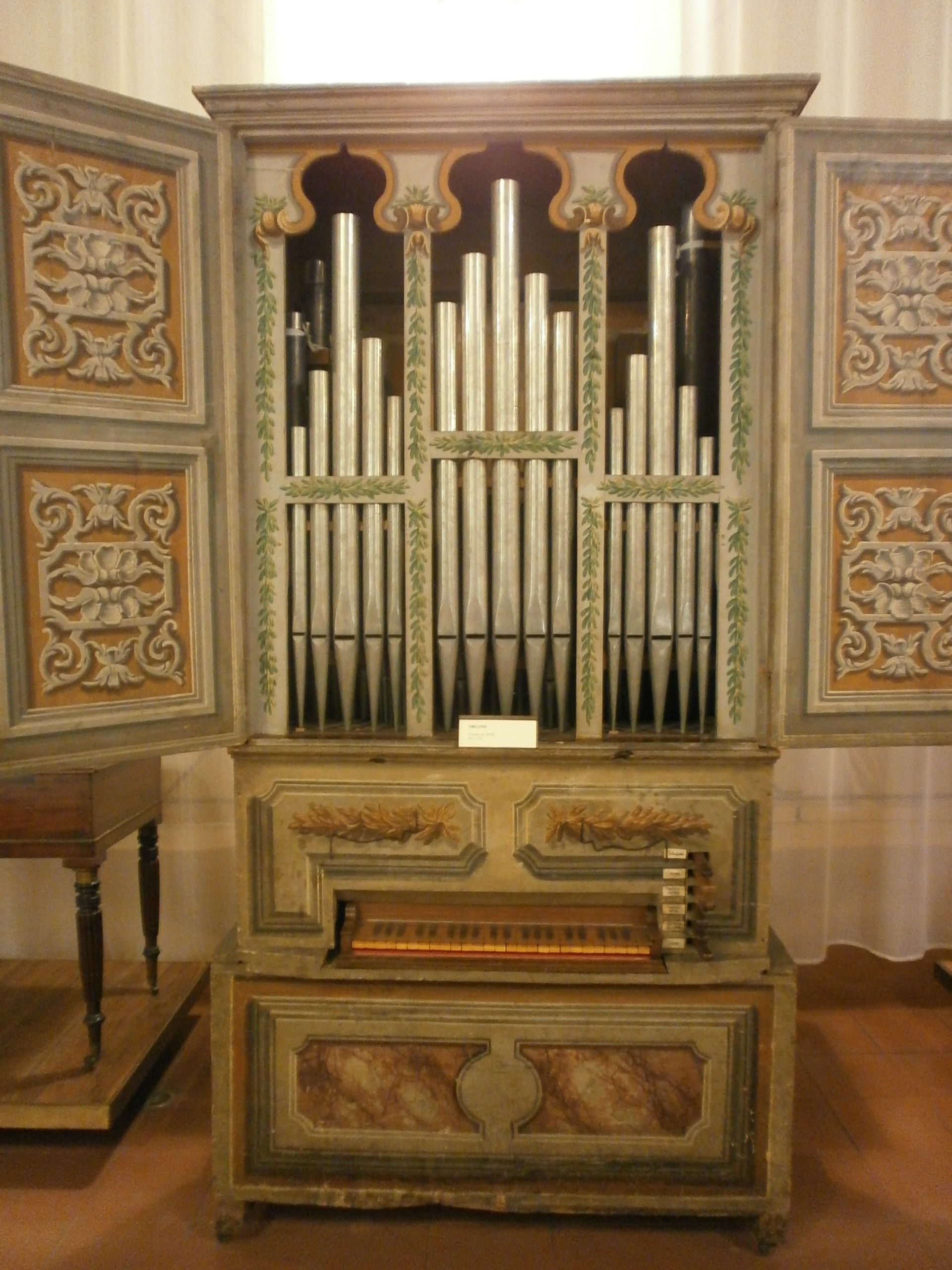
Orgel, 18e eeuw
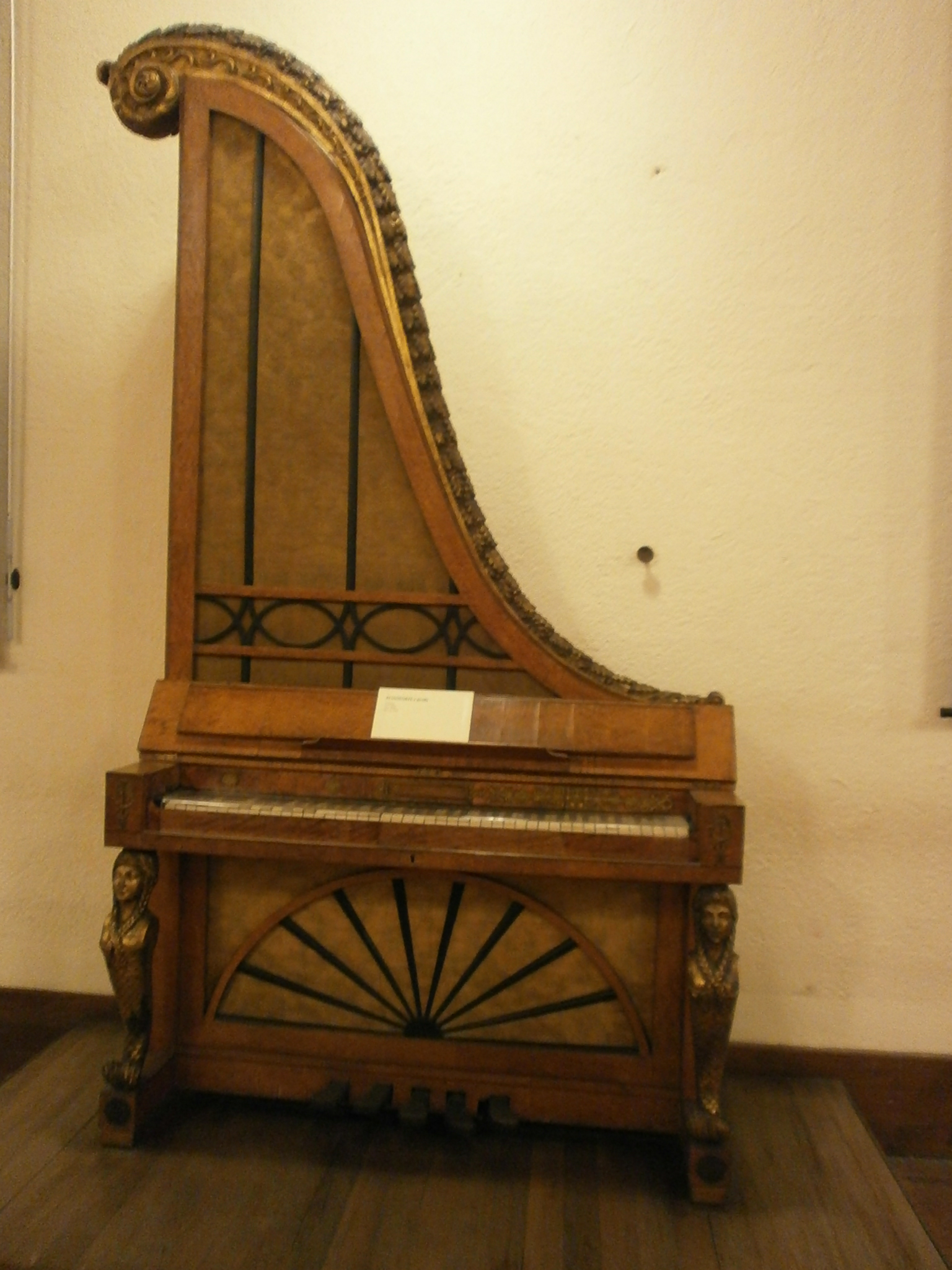
Giraffe-pianoforte, 19e eeuw
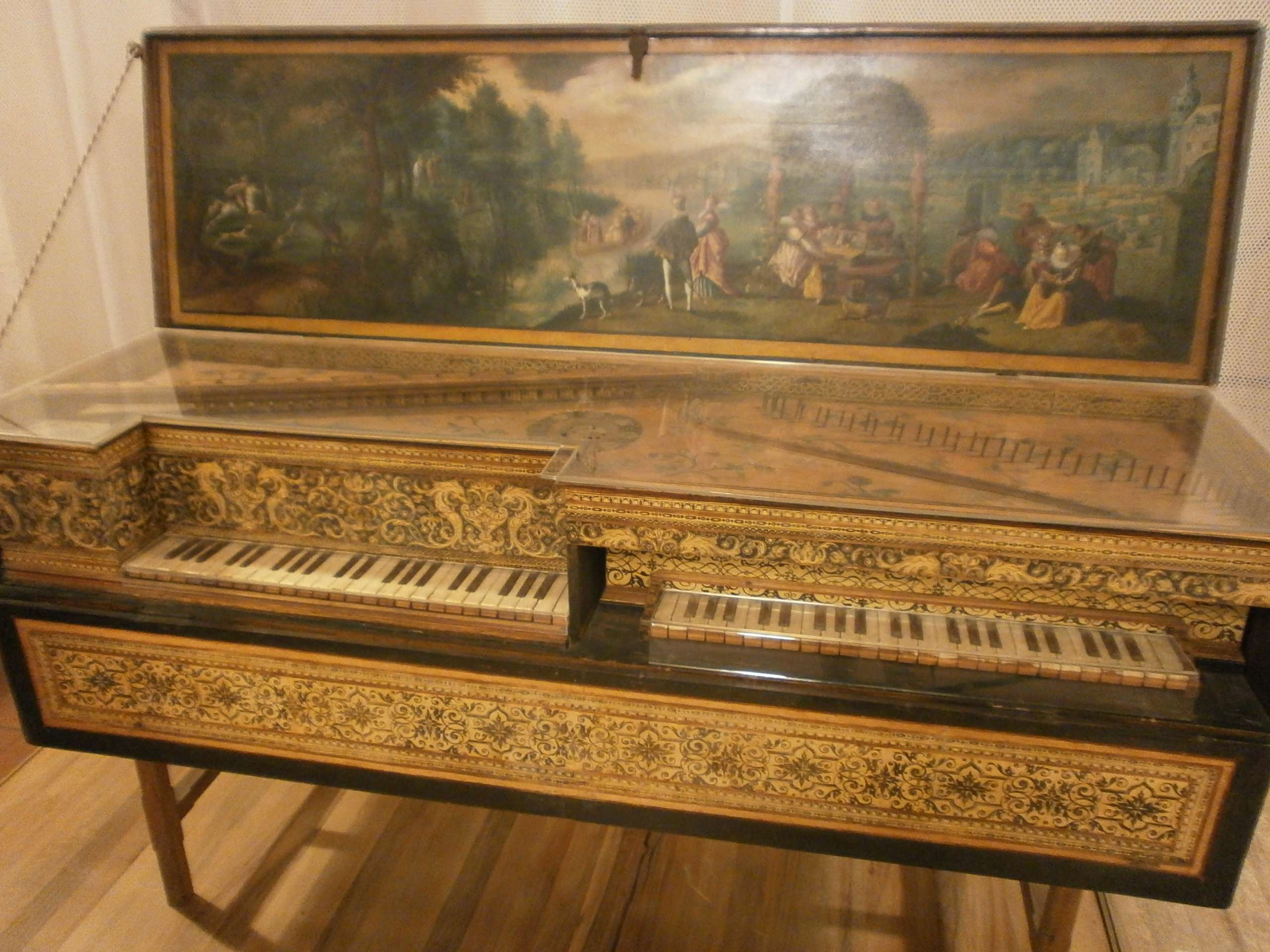
Dubbel virginaal (met ottavino), Johannes Ruckers, Antwerpen, rond 1600
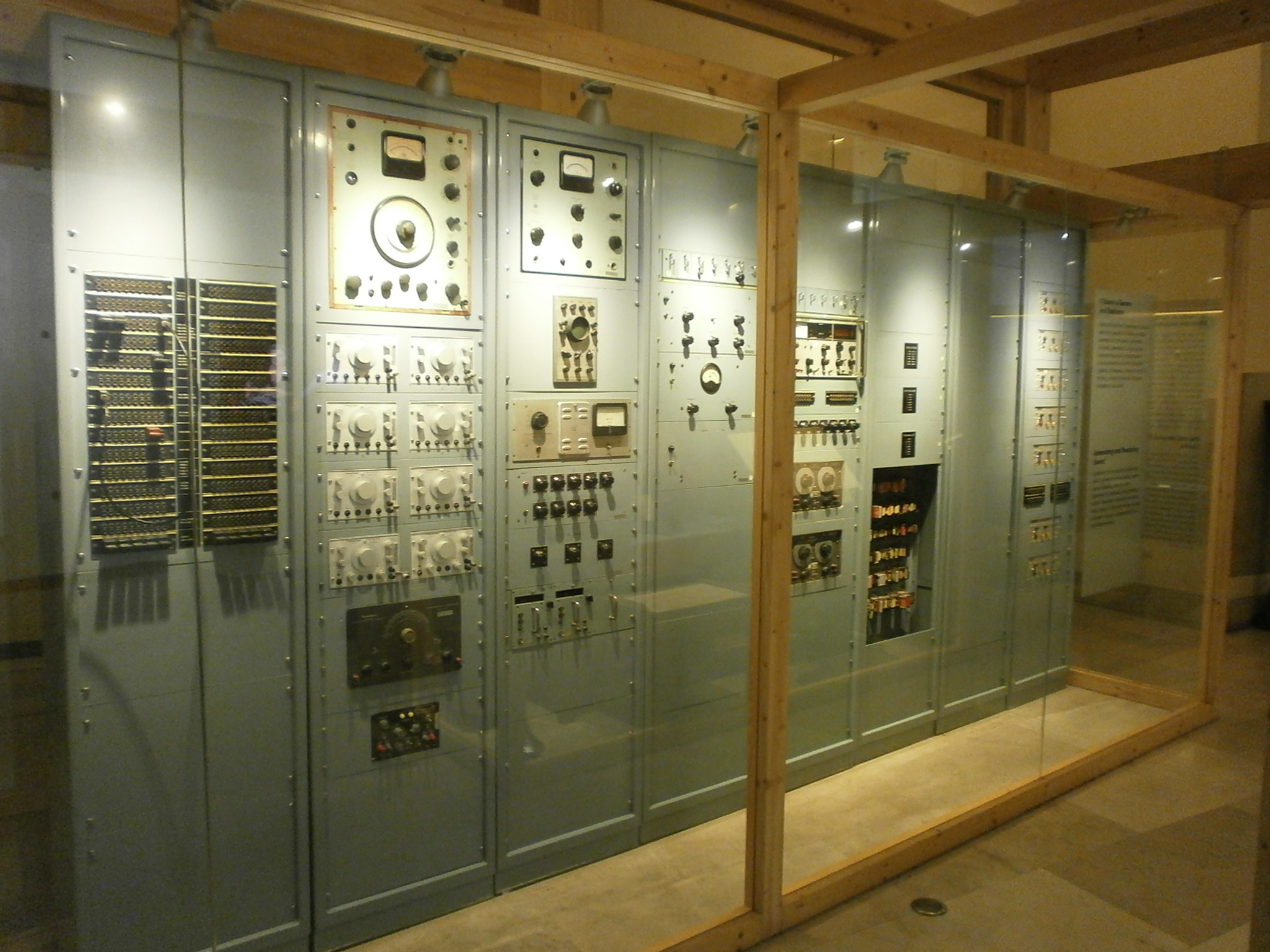
Geluidsstudio van de RAI
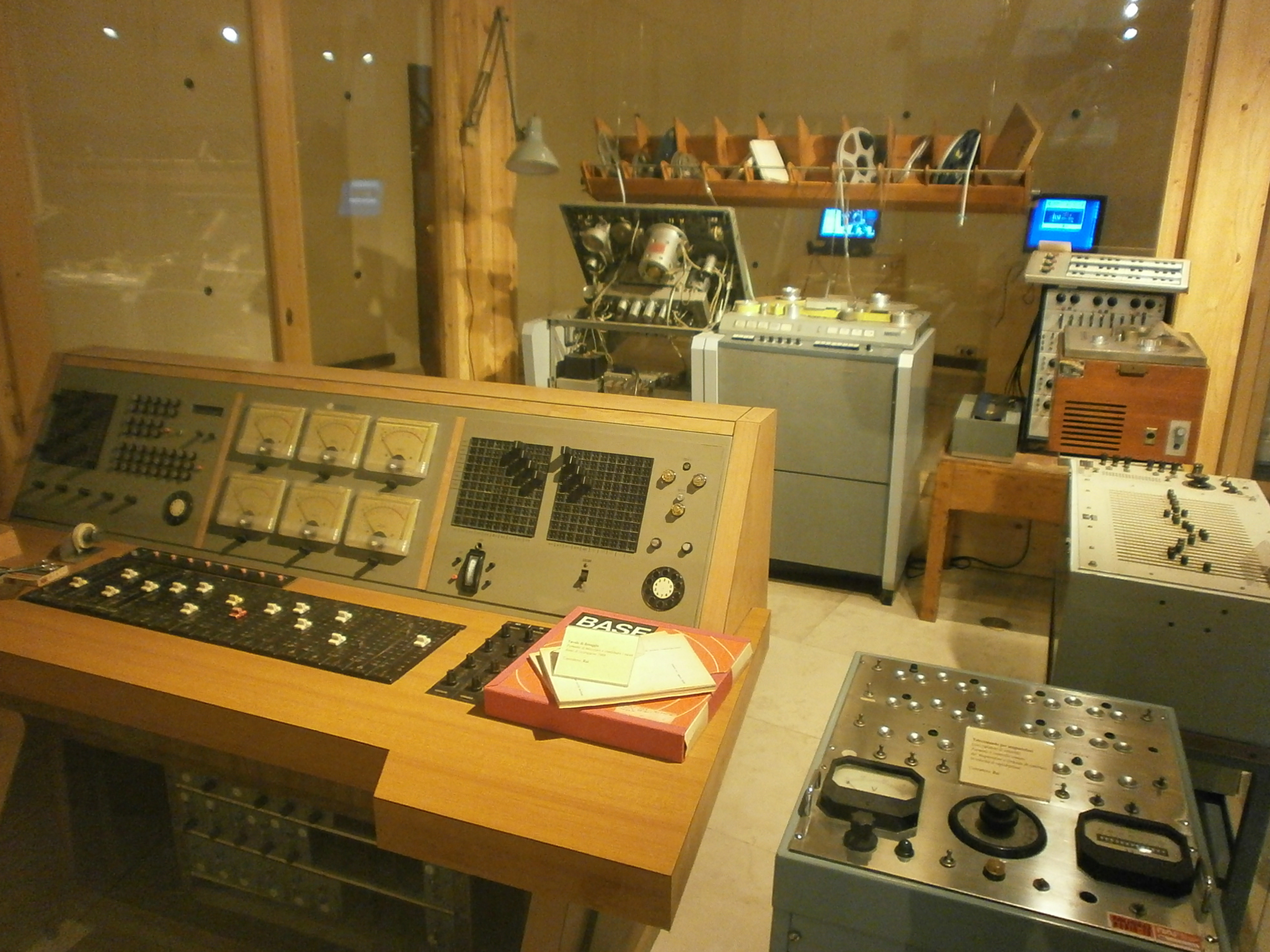
Geluidsstudio van de RAI